# Docetaxel
Il docetaxel  è un farmaco chemioterapico ad azione antimitotica che agisce interferendo con la divisione cellulare. Docetaxel è stato approvato dalla Food and Drug Administration (FDA), così come dalla European Medicines Agency EMA (autorizzazione del 27.11.1995) per il trattamento del carcinoma localmente avanzato o metastatico al seno, tumori della testa e del collo, cancro gastrico, cancro della prostata refrattario al trattamento ormonale e cancro polmonare non a piccole cellule. Il docetaxel può essere usato come agente singolo o in combinazione con altri farmaci chemioterapici, a seconda del tipo di cancro specifico e della stadiazione. In Italia ed altri paesi europei viene venduto dalla società Sanofi-Aventis con il nome commerciale di Taxotere come soluzione per infusione contenente 20 mg di principio attivo. Il docetaxel è considerato come o più efficace di paclitaxel e fluorouracile come agente citotossico antimicrotubuli. Il brevetto del farmaco è scaduto nel 2010.

## Farmacodinamica
Il docetaxel agisce legandosi reversibilmente e con alta affinità ai microtubuli della cellula, mostrando una stechiometria massima pari a 1 mole di docetaxel per 1 mole di tubulina in microtubuli. Questo legame comporta l'aggregazione di tubulina in microtubuli stabili e ne inibisce la loro disaggregazione ad opera degli ioni calcio.
Il docetaxel si accumula in maggiore concentrazione nelle cellule di adenocarcinoma ovarico rispetto alle cellule di carcinoma del rene (e forse questo potrebbe contribuire ad una più efficace trattamento del cancro ovarico). 
Il composto determina anche la fosforilazione dell'oncoproteina bcl-2, un membro della famiglia di proteine coinvolte nel processo di apoptosi.
L'attività citotossica di docetaxel viene esercitata promuovendo la stabilizzazione dei microtubuli, impedendone la fisiologica depolimerizzazione e disassemblamento in assenza di GTP. 
Quest'azione comporta una significativa diminuzione della tubulina libera, necessaria per la formazione dei microtubuli e provoca l'inibizione della divisione cellulare mitotica (tra la metafase e l'anafase), impedendo l'ulteriore moltiplicazione delle cellule del cancro.
Poiché i microtubuli non vengono disassemblati in presenza di docetaxel, si accumulano all'interno della cellula e ciò causa l'inizio dell'apoptosi. L'apoptosi è anche favorita dal blocco dell'oncoproteina bcl-2, nota per determinare il blocco dell'apoptosi.
Gli studi eseguiti sia in vitro sia in vivo hanno mostrato che l'attività anti-tumorale di docetaxel è efficace contro una vasta gamma di cellule tumorali note. Il composto, inoltre, interagisce in modo sinergico con altre modalità di azione di una serie di agenti anti-neoplastici. Il farmaco è dotato di una maggiore citotossicità rispetto a paclitaxel, probabilmente a causa del suo più rapido assorbimento intracellulare.
Il docetaxel ha messo in evidenza attività citotossica sulle cellule tumorali della mammella, del colon-retto, del polmone, dell'ovaio, dello stomaco, del rene e della prostata. Il docetaxel non blocca il disassemblamento dei microtubuli in interfase e quindi non impedisce l'ingresso nel ciclo mitotico, ma blocca la mitosi inibendo l'assemblaggio del fuso mitotico.
Una eventuale resistenza al paclitaxel o alla doxorubicina (un'antraciclina) non è necessariamente predittiva di resistenza al docetaxel. I microtubuli che si formano in presenza di docetaxel sono di dimensioni più grandi di quelli che si formano in presenza di paclitaxel, la qual cosa può indicare una maggiore efficacia citotossica.
L'abbondante formazione di microtubuli e la prevenzione della replicazione cellulare dovuta alla presenza di docetaxel porta all'apoptosi delle cellule tumorali ed è alla base dell'utilizzo di docetaxel come farmaco per il trattamento del cancro. 
L'attività di docetaxel è risultata significativamente maggiore nei tumori ovarici e mammari piuttosto che in caso di cancro del polmone.

## Farmacocinetica
Docetaxel presenta una bassa biodisponibilità quando somministrato da solo per via orale (8% ± 6%), mentre l'associazione con ciclosporina ne incrementa la biodisponibilità (90% ± 44%) ma con ampie variazioni da soggetto a soggetto. Per questo motivo docetaxel viene somministrato per via endovenosa, al fine di incrementare la precisione del dosaggio e quindi dei tassi plasmatici ottenibili. A seguito della somministrazione di 100 mg/m2 di superficie corporea, tramite infusione della durata di un'ora, viene ottenuta una concentrazione plasmatica di picco di 3,7 µg/ml (4.15 ± 1.35 µg/ml). 
Il profilo concentrazione-tempo di docetaxel appare coerente con un modello farmacocinetico a tre compartimenti. Un iniziale e relativamente rapido declino, con un'emivita α mediamente di circa 4-5 minuti, è rappresentativa della fase di distribuzione dalla circolazione sistemica verso i diversi comparti periferici. Un'emivita di β mediamente di 38,3 minuti e infine un'emivita γ, relativamente lenta (in media 12,2 ore) rappresentativa del lento efflusso di docetaxel dal compartimento periferico.
La somministrazione di una dose di 100 mg/m2 in un'infusione di un'ora ha dato luogo a una clearance totale media di 21l/h/m2 e ad un volume di distribuzione allo steady state decisamente ampio e pari a 73,8 L/m2 o 123 litri basandosi su una superficie corporea media (BSA - body surface area) di 1,68 m². Il legame con le proteine plasmatiche è superiore al 95-98% indipendentemente dalla concentrazione raggiunta, alla temperatura di 37 °C e con un pH ematico pari a 7,4. Il legame con le proteine plasmatiche comprende le lipoproteine, l'alfa 1-glicoproteina acida e l'albumina. Il legame con l'alfa 1-glicoproteina acida è quello che presenta la maggiore variabilità interindividuale, in particolare nei pazienti oncologici, ed è quindi la principale determinante della variabilità del legame plasmatico di docetaxel.
Docetaxel interagisce scarsamente con gli eritrociti e non è influenzato dal polisorbato 80, un eccipiente presente nella formulazione farmaceutica. Il polisorbato 80 potrebbe essere la causa degli episodi di ipersensibilità ai taxani, come sembrano indicare studi recenti.
Docetaxel è metabolizzato principalmente nella ghiandola epatica ad opera del citocromo P450 e in particolare grazie alle sottofamiglie di isoenzimi CYP3A4 e CYP3A5. Il metabolismo è principalmente ossidativo rivolto al gruppo estere tert-butilico. Il metabolismo risulta prima in docetaxel alcool (M2), il quale viene poi ciclizzato a tre ulteriori metaboliti (M1, M3 e M4).
M1 e M3 sono due diastomeri idrossioxazolidinoni e M4 è un ossazolidindione. Studi di fase II eseguiti su una popolazione di 577 pazienti hanno mostrato che la clearance di docetaxel è correlata alla superficie corporea, all'attività enzimatica epatica e ai livelli plasmatici dell'alfa1 glicoproteina acida.
I pazienti con disfunzione epatica presentano una significativa diminuzione (circa il 30%) della clearance di docetaxel e sono anche ad elevato rischio di tossicità da farmaco in corso di trattamento con docetaxel. Studi di farmacocinetica hanno dimostrato che la clearance diminuisce in modo significativo con l'età, viene aumentata dalle concentrazioni di alfa1 glicoproteina acida e albumina, e diminuisce con la superficie corporea.

## Usi clinici
- Tumore della mammella

Il docetaxel viene utilizzato nel trattamento del tumore della mammella operabile, in genere in combinazione con doxorubicina e ciclofosfamide. In caso di tumore della mammella localmente avanzato o metastatico può essere utilizzato in combinazione con la sola doxorubicina. Sono possibili ulteriori associazioni (ad esempio con trastuzumab o capecitabina) in caso di situazioni particolari (fallimento di una precedente chemioterapia citotossica e simili).
- Tumore non a piccole cellule del polmone

Il composto trova indicazione per il trattamento di pazienti con tumore polmonare non a piccole cellule localmente avanzato o metastatico, dopo che sia fallito un precedente trattamento chemioterapico. 
Può essere associato a cisplatino in caso di soggetti con tumore non a piccole cellule del polmone non operabile, localmente avanzato o metastatico.
- Carcinoma prostatico

Il docetaxel è indicato anche nel trattamento di soggetti affetti da carcinoma della prostata metastatico che non risponde all'ormono terapia, in combinazione con prednisone o prednisolone.
- Adenocarcinoma gastrico

Il chemioterapico, in combinazione con cisplatino e 5-fluorouracile viene utilizzato per il trattamento dei pazienti con adenocarcinoma gastrico metastatico, che in precedenza non abbiano mai ricevuto chemioterapia per la malattia metastatica.

## Effetti collaterali e indesiderati
Il docetaxel è un agente chemioterapico ed è un composto citotossico. Come nel caso di altre molecole utilizzate nella polichemioterapia antitumorale, le reazioni avverse in corso di trattamento sono molto frequenti e sono state ben documentate. Poiché il docetaxel è un agente che interferisce in modo specifico con il ciclo cellulare, la molecola risulta citotossica per tutte le cellule dell'organismo che si trovano in fase di divisione. Queste cellule, oltre a quelle cancerose, includono le cellule dei follicoli piliferi, del midollo osseo e altre cellule germinali.
Tra gli effetti avversi riportati con maggiore frequenza si segnalano quelli a carico dell´apparato gastrointestinale (stomatite, nausea, vomito, dolore addominale, diarrea, emorragia gastrointestinale) della cute e del tessuto sottocutaneo (soprattutto alopecia e gravi alterazioni ungueali). 
Frequenti anche le reazioni coinvolgenti il sistema immunitario, caratterizzate da reazioni da ipersensibilizzazione (in genere manifestantesi entro pochi minuti dall´inizio dell´infusione), vampate di calore, rash cutaneo, prurito, dispnea e oppressione toracica, iperpiressia e brivido. Talvolta possono comparire reazioni più gravi: ipotensione arteriosa, broncospasmo o eritema generalizzato.
In diversi pazienti sono state segnalati effetti indesiderati a carico del sistema nervoso, e fra questi in particolare una forma di neuropatia sensoriale e/o motoria periferica così come una grave alterazione del senso del gusto (disgeusia).
Si ricordano inoltre i gravi effetti avversi ematologici, comprendenti la neutropenia (95,5% dei soggetti), l'anemia (90,4%), la neutropenia associata a febbre (11,0%) e la trombocitopenia (8,0%). 
La gravità di tutti i sopraelencati eventi avversi può essere ulteriormente incrementata quando il docetaxel è somministrato in associazione ad altri agenti chemioterapici. I decessi dovuti a tossicità del farmaco rappresentavano il 1,7% su una popolazione di 2.045 pazienti e l'incidenza risultava aumentata (9,8%) in pazienti con test di funzionalità epatica elevata al controllo basale (preesistente disfunzione epatica).

## Controindicazioni
Il docetaxel è controindicato in quei pazienti che presentano una conta basale di neutrofili inferiore a 1500 cellule/µL.
È inoltre controindicato nei soggetti con storia di ipersensibilità o gravi reazioni di ipersensibilità al farmaco, composti chimicamente correlati oppure ad uno qualsiasi degli eccipienti contenuti nella formulazione farmaceutica, in particolare al polisorbato 80. 
Infine non deve essere assunto da pazienti affetti da grave insufficienza epatica, gravide o donne che allattano al seno.

## Gravidanza e allattamento
Sulla base dei limitati dati disponibili, docetaxel sembra essere sicuro in gravidanza se somministrato durante il secondo e terzo trimestre. Tuttavia, i possibili rischi per la madre e il nascituro dovrebbero essere oggetto di valutazione rispetto ai benefici attesi, per determinare un adeguato piano di azione.

Come accade per altri agenti chemioterapici il docetaxel, somministrato ad animali in gravidanza, provoca una varietà di effetti tossici embriofetali, compresa la morte, in particolare nel caso sia somministrato durante il periodo dell'organogenesi. Ancor oggi sono carenti adeguati studi che indaghino circa gli effetti materni e fetali del composto nell'essere umano.
Un lavoro di review sistematico, ancorché basato su piccoli numeri, che ha esaminato l'uso dei taxani per trattare il cancro al seno nel corso della gravidanza ha dimostrato che, su una popolazione di 19 pazienti trattate, si sono verificati solo tre malformazioni congenite.
Tra queste malformazioni, inoltre, due casi di ventricolomegalia cerebrale osservati nello studio erano già stati documentati prima della somministrazione della chemioterapia, il che suggerisce una causa alternativa di queste malformazioni congenite rispetto a docetaxel.
Il terzo caso riguardava una stenosi pilorica in un bambino la cui madre aveva ricevuto un regime terapeutico basato su una combinazione di docetaxel, doxorubicina, ciclofosfamide e paclitaxel. Poiché il feto era risultato esposto in utero a più farmaci, risultava difficile identificare il docetaxel come unico o principale agente eziologico teratogeno.
Sono pertanto necessari ulteriori studi per valutare meglio il profilo di sicurezza di utilizzo del docetaxel in donne in stato di gravidanza e determinarne un eventuale dosaggio appropriato.